# Gökçeyurt, Ilgın
Gökçeyurt là một thị trấn thuộc huyện Ilgın, tỉnh Konya, Thổ Nhĩ Kỳ. Dân số thời điểm năm 2011 là 701 người.